# Nomada abnormis
Nomada abnormis är en biart som beskrevs av Adolpho Ducke 1912. Nomada abnormis ingår i släktet gökbin, och familjen långtungebin. Inga underarter finns listade i Catalogue of Life.